# António Resende
Pour les articles homonymes, voir Resende.
António Resende, de son nom complet António Luís Amaral Resende, est un footballeur portugais né le 6 novembre 1969. Il évoluait au poste de milieu.

## Biographie
Il fait partie des champions du monde des moins de 20 ans en 1989.

## Carrière
- 1988-1989 :  Sporting Farense
- 1989-1990 :  CD Feirense
- 1990-1991 :  Académico Viseu
- 1991-1992 :  AD Ovarense
- 1992-1993 :  Amora FC
- 1993-1996 :  Rio Ave FC
- 1996-1997 :  CD Beja
- 1998-2000 :  Vitória Setúbal
- 2000-2001 :  Gondomar SC
- 2001-2002 :  Louletano DC
- 2002-2003 :  CDR Quarteirense[1],[2]

## Palmarès

### En club
Avec Rio Ave :
- Champion du Portugal D2 en 1996

### En sélection
- Vainqueur de la Coupe du monde des moins de 20 ans en 1989